# Reddick (Floride)
Pour les articles homonymes, voir Reddick.
Reddick est une ville américaine située dans le comté de Marion, en Floride.

## Démographie
| 1910 | 1920 | 1930 | 1940 | 1950 | 1960 |
| ---- | ---- | ---- | ---- | ---- | ---- |
| 498  | 312  | 363  | 392  | 433  | 594  |

| 1970 | 1980 | 1990 | 2000 | 2010 | - |
| ---- | ---- | ---- | ---- | ---- | - |
| 305  | 657  | 554  | 571  | 506  | - |

Selon le recensement de 2010, Reddick compte 506 habitants. La municipalité s'étend sur 1,27 milles carrés (3,29 km2).